# Список послов СССР и России во Вьетнаме
В статье представлен список послов СССР и России во Вьетнаме и Южном Вьетнаме.

## Северный Вьетнам/Вьетнам
- 14 — 30 января 1950 г. — установлены дипломатические отношения на уровне посольств.

| Срок полномочий                   | Посол                        | Годы жизни | Вручение верительных грамот | Комментарии |
| --------------------------------- | ---------------------------- | ---------- | --------------------------- | ----------- |
| СССР                              |                              |            |                             |             |
| 12 августа 1954 — 21 января 1956  | Александр Андреевич Лаврищев | 1912—1979  | 4 ноября 1954               |             |
| 21 января 1956 — 3 января 1958    | Михаил Васильевич Зимянин    | 1914—1995  | 12 марта 1956               |             |
| 3 января 1958 — 10 апреля 1961    | Леонид Иванович Соколов      | 1907—1988  | 21 февраля 1958             |             |
| 10 апреля 1961 — 7 сентября 1964  | Сурен Акопович Товмасян      | 1909—1980  | 13 мая 1961                 |             |
| 9 сентября 1964 — 11 октября 1974 | Илья Сергеевич Щербаков      | 1912—1996  | 26 сентября 1964            |             |
| 11 октября 1974 — 21 июля 1986    | Борис Николаевич Чаплин      | 1931—2015  | 30 декабря 1974             |             |
| 21 июля 1986 — 1990               | Дмитрий Иванович Качин       | 1929—      |                             |             |
| 1990 — 25 декабря 1991            | Рашит Луфтулович Хамидулин   | 1936—2013  |                             |             |
| Российская Федерация              |                              |            |                             |             |
| 25 декабря 1991 — 25 июня 1996    | Рашит Луфтулович Хамидулин   | 1936—2013  |                             |             |
| 25 июня 1996 — 9 апреля 2001      | Виктор Васильевич Иванов     | 1937—2013  |                             |             |
| 9 апреля 2001 — 9 декабря 2004    | Андрей Алексеевич Татаринов  | 1951—      |                             |             |
| 9 декабря 2004 — 30 июля 2009     | Вадим Викторович Серафимов   | 1949—      | 25 февраля 2005             |             |
| 30 июля 2009 — 26 декабря 2014    | Андрей Григорьевич Ковтун    | 1962—      |                             |             |
| 26 декабря 2014 — 25 марта 2021   | Константин Васильевич Внуков | 1951—      | 5 марта 2015                |             |
| 25 марта 2021 — настоящее время   | Геннадий Степанович Бездетко | 1963—      | 13 июля 2021                |             |

## Южный Вьетнам
- 13 — 21 июня 1969 г. — установлены дипломатические отношения на уровне посольств. Осуществлялись через посольство СССР в Бирме.
- 2 июля 1976 г. — объединение Южного Вьетнама и Северного Вьетнама.

| Срок полномочий               | Посол                       | Годы жизни | Вручение верительных грамот | Комментарии         |
| ----------------------------- | --------------------------- | ---------- | --------------------------- | ------------------- |
| СССР                          |                             |            |                             |                     |
| 4 июня 1973 — 27 декабря 1976 | Алексей Иванович Елизаветин | 1915—2001  | 5 июня 1973                 | По совместительству |